# Pivdenne, Melitopol
Pivdenne (în ucraineană Південне) este un sat în comuna Novomîkolaiivka din raionul Melitopol, regiunea Zaporijjea, Ucraina.

## Demografie
Componența lingvistică a localității Pivdenne
     Rusă (100%)
Conform recensământului din 2001, toată populația localității Pivdenne era vorbitoare de rusă (100%).